# Nanocar

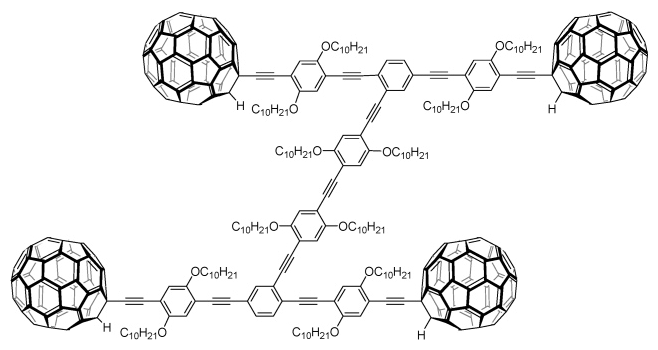
Nanocar

Das Nanocar ist eine Entwicklung der Rice University (Houston, Texas). Es handelt sich dabei um eine 3 × 4 Nanometer große Formation von Atomen, die als Fahrzeug angeordnet sind.
Das Chassis wurde aus Kohlenstoff-Atomen in einer H-Form angeordnet, sodass 2 Achsen und eine Verbindung zwischen diesen entsteht. An den Enden der Achsen wurden Fullerene des Kohlenstoff-Atoms C60 als Räder angebracht. Das Rollen konnte dadurch nachgewiesen werden, dass sich das Fahrzeug in der Längsrichtung leichter bewegen lässt als quer zu den Rädern. Dazu wird es auf eine auf 200 °C erhitzte hochreine Goldoberfläche gebracht. Dadurch verringern sich die elektrischen Bindungskräfte, die sonst ein Rollen verhindern.
Versuche mit einer dreirädrigen Variante zeigten, dass sich das Fahrzeug dann im Kreis bewegt.